# آی‌اواس ۱۲
آی‌اواس ۱۲ (به انگلیسی: iOS 12) دوازدهمین نسخه از سیستم عامل موبایل iOS است که توسط اپل گسترش داده شده و جانشین آی‌اواس ۱۱ گردید. این نسخه در کنفرانس جهانی توسعه دهندگان این شرکت در تاریخ ۱۲ ژوئن ۲۰۱۸ اعلام شد و در تاریخ ۱۷ سپتامبر ۲۰۱۸ میلادی برای عموم انتشار یافت.

## ویژگی‌های سیستم
این سیستم عامل بر بهبود کیفیت و به روزرسانی‌های امنیتی و عملکردهای جدید تمرکز داشت.